# Friedhof Wannsee, Lindenstraße

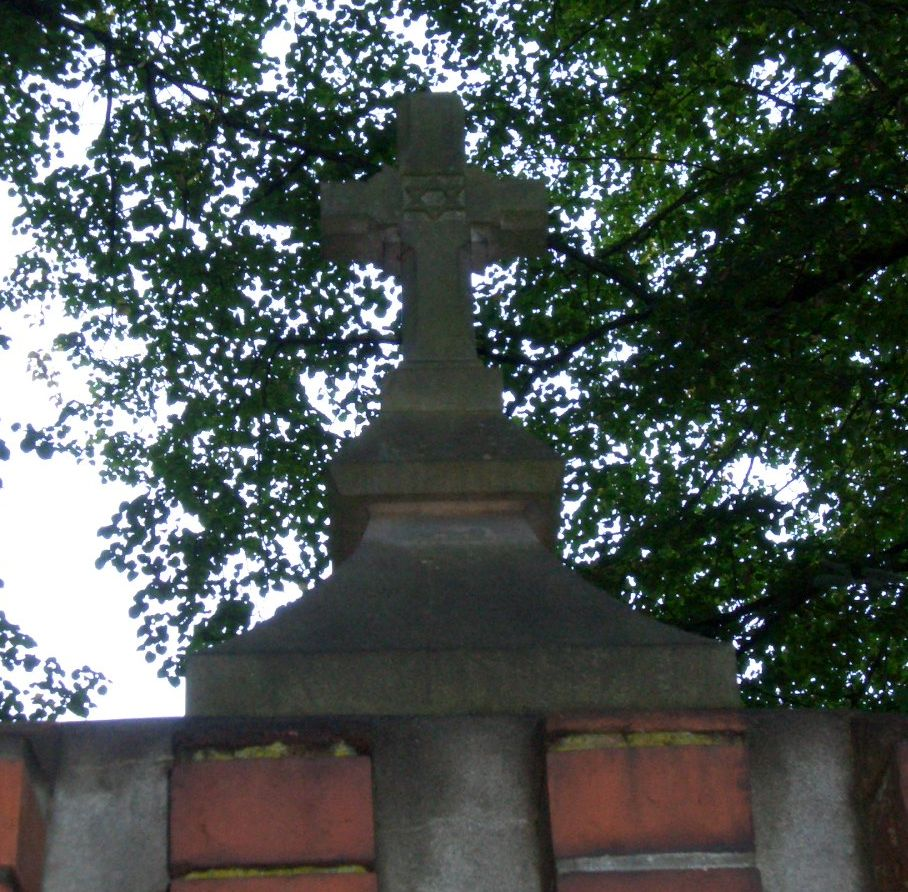
Magen David in einem christlichen Kreuz auf der Friedhofsmauer

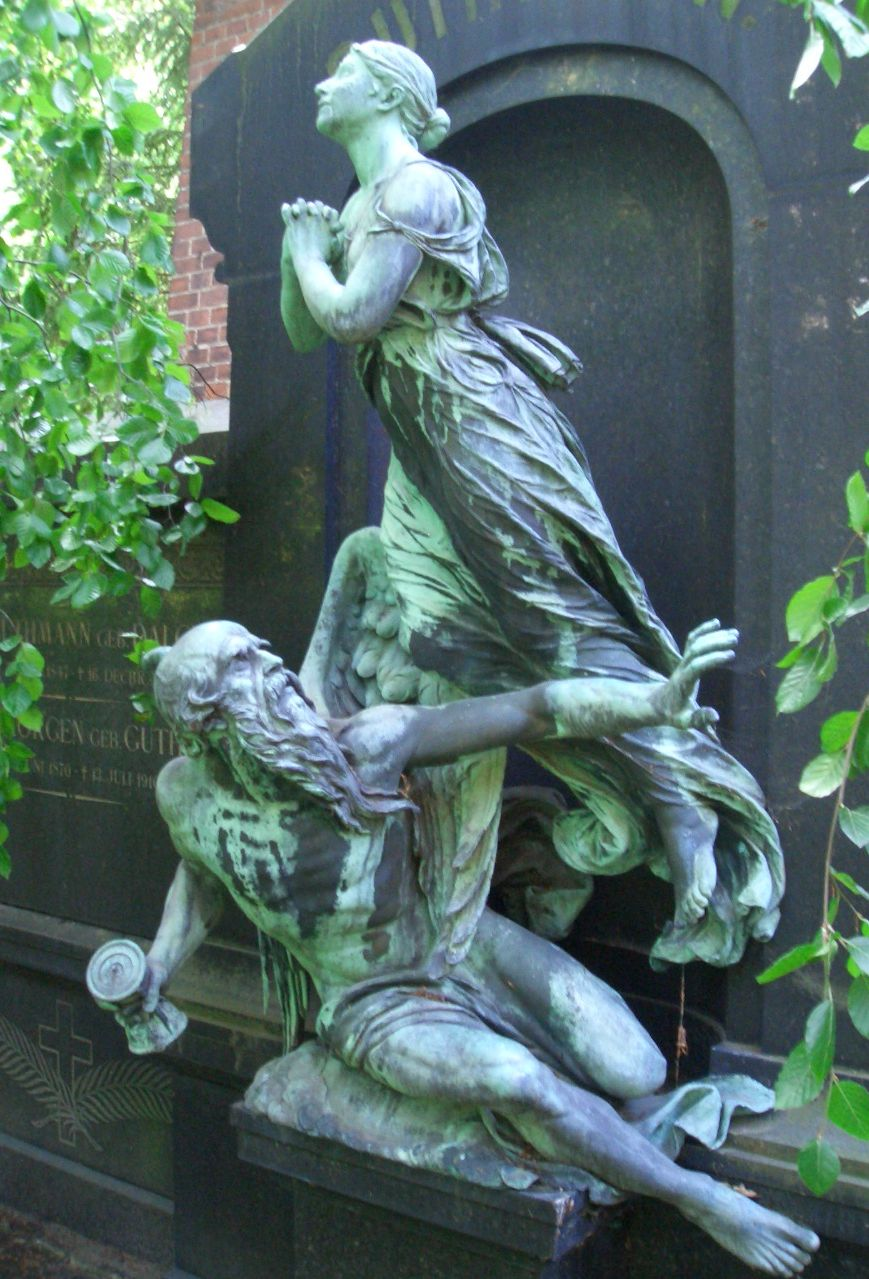
Bronzegruppe von Ernst Westphal, 1899, für das Erbbegräbnis Guthmann

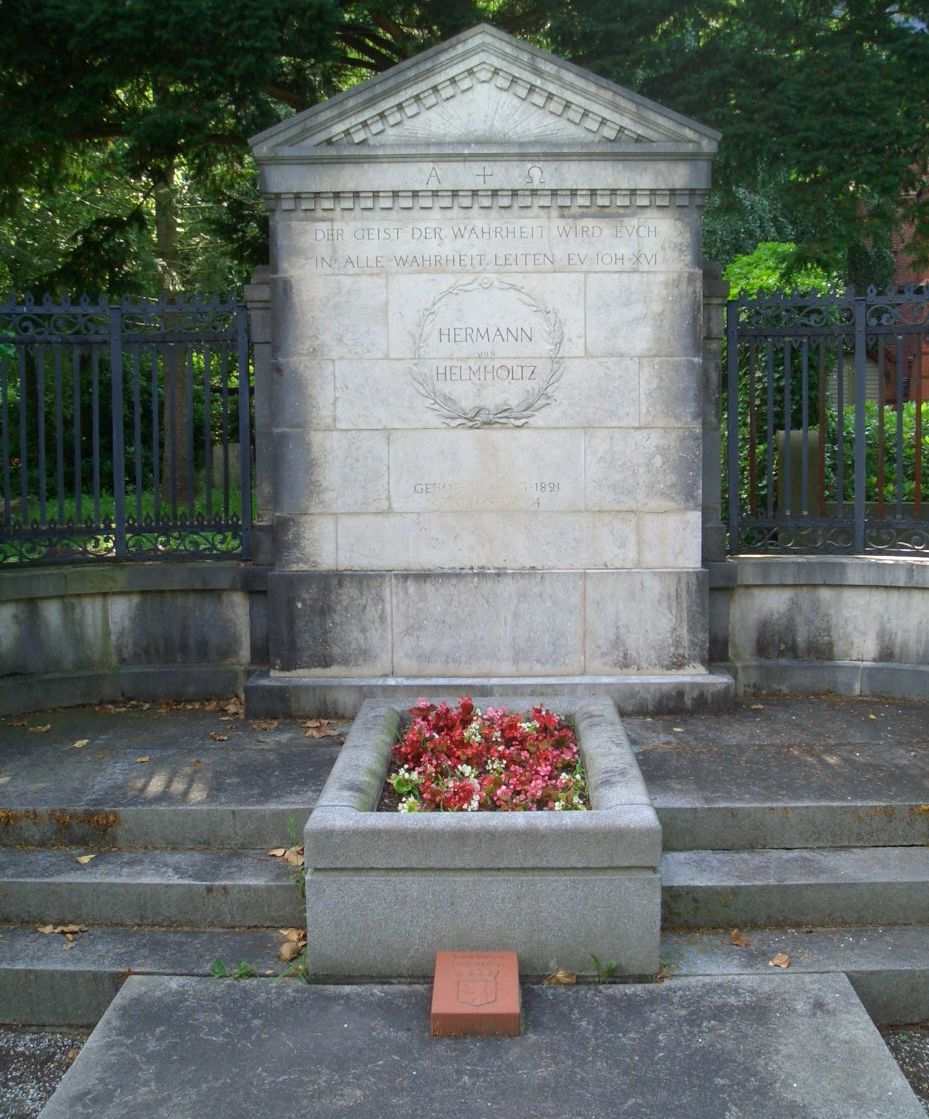
Ehrengrab Hermann von Helmholtz

Der Friedhof Wannsee, Lindenstraße befindet sich im Berliner Ortsteil Wannsee in der Lindenstraße 1/2. Er wurde 1886 für die Bewohner der Colonie Alsen angelegt. Zur Unterscheidung vom Alten Friedhof Wannsee in der Friedenstraße trägt er traditionsgemäß auch den Namen Neuer Friedhof Wannsee oder auch Friedhof Wannsee II.

## Geschichte
Der Bankier und Gründer der Alsenkolonie Wilhelm Conrad war gleichzeitig Mitglied im Club von Berlin. Er konnte etliche Clubmitglieder von der Idee begeistern, den Sommer weit vor der Stadt am Wannsee zu verbringen und sich dort einzukaufen. Für das exklusive Ambiente wolle er selbst sorgen. Die Anbindung an die Stadt Berlin durch Gründung der Wannseebahn führte dazu, dass die Sommersitze in repräsentative Dauer-Wohnanlagen umgewandelt wurden, die absehbar auch einen Friedhof nötig machten. Da viele der Clubmitglieder getaufte Juden mit ungetaufter Verwandtschaft waren, sorgten er und Oscar Huldschinsky dafür, dass dieser Friedhof für alle Glaubensbekenntnisse eingerichtet wurde. Ein kleines Symbol an der Friedhofsmauer – ein christliches Kreuz verbunden mit einem Davidstern – zeugt noch heute von dieser ungewöhnlichen wie pragmatischen Herangehensweise. Otto Stahn, der ebenfalls hier beigesetzt wurde, erbaute die Friedhofskapelle. 1918 wurde die westliche Umfassungsmauer durchbrochen und der Friedhof um rund dreieinhalb Morgen (9000 m²) Land erweitert.
An einer Mauer entlang sind Kriegsgräber in Form von Einzelgräbern angelegt. Bei vielen konnte der Dienstgrad vom Volksbund mit angegeben werden. Insgesamt 75 Kriegstote liegen hier, davon sind 26 Unbekannte. Neben der Kirche steht ein Denkmal.
Der Neue Friedhof wurde vom Bezirksamt Steglitz-Zehlendorf zum Denkmal des Monats März 2019 erklärt.

## Gräber bekannter Persönlichkeiten
(* = Ehrengrab des Landes Berlin)
- Eduard Arnhold* (1849–1925), Kohlebaron, Mäzen und Kunstsammler
- Karl Bernhard (1859–1937), Brückeningenieur
- Albert Bessler (1905–1975), Schauspieler
- Wilhelm Conrad* (1822–1899), Bankier, Gründer der Villenkolonie
- Hermann Ende* (1829–1907), Architekt
- Nelson Faßbender, Pralinenhersteller mit 50 Filialen
- Hermine Feist (1855–1933), zeitweise bedeutendste private Porzellansammlerin, Tochter des Kohlengroßhändlers Caesar Wollheim, starb verarmt
- Emil Fischer* (1852–1919), Chemiker, Nobelpreisträger
- Wolfgang Giloi (1930–2009), Informatiker
- Richard Greeff* (1862–1938), Augenarzt, Direktor der Augenklinik der Charité
- Robert Guthmann, Mitbesitzer der Kalkwerke Rüdersdorf und Besitzer des Gutes Neu-Kladow
- Martin Hahn* (1865–1934), Direktor des Hygienischen Instituts Berlin
- Johann Hamspohn (1840–1926), Politiker, AEG-Direktor
- Hermann von Helmholtz* (1821–1894), Physiologe und Physiker (mit kleinem Privatfriedhof mit Mitgliedern der Familie Siemens)
- Oscar Huldschinsky (1846–1931), Kaufmann und Mäzen der Berliner Museenlandschaft
- Heinrich-Joachim von Morgen (1902–1932), Automobilrennfahrer
- Franz Oppenheim (1852–1929), Chemiker, Direktor der Agfa
- Johannes Otzen* (1839–1911), Architekt, Kirchenbaumeister
- Hans Richter* (1876–1955), Notar (Ehrengrab als Bewahrer von Kulturgut im Dritten Reich)
- Ernst Richard Ritter (1882–1936), Unternehmer und Propagandist elektrischer Haushaltsgeräte (Grab nicht erhalten)
- Ferdinand Sauerbruch* (1875–1951), berühmter Chirurg
- Arthur Scherbius (1878–1929), Erfinder und Unternehmer (Grab nicht erhalten)
- Agnes Sorma* Gräfin Minotto (1865–1927), Schauspielerin, in Arizona gestorben
- Fritz Springer, Verleger (1850–1944), Familiengrab
- Otto Stahn (1859–1930), Architekt
- Ferdinand Tiemann (1848–1899), Chemiker (Grab nicht erhalten)
- Paul Straßmann* (1866–1938), Gynäkologe und seine Tochter Antonie Straßmann
- Hugo Vogel* (1855–1934), Historien- und Porträtmaler

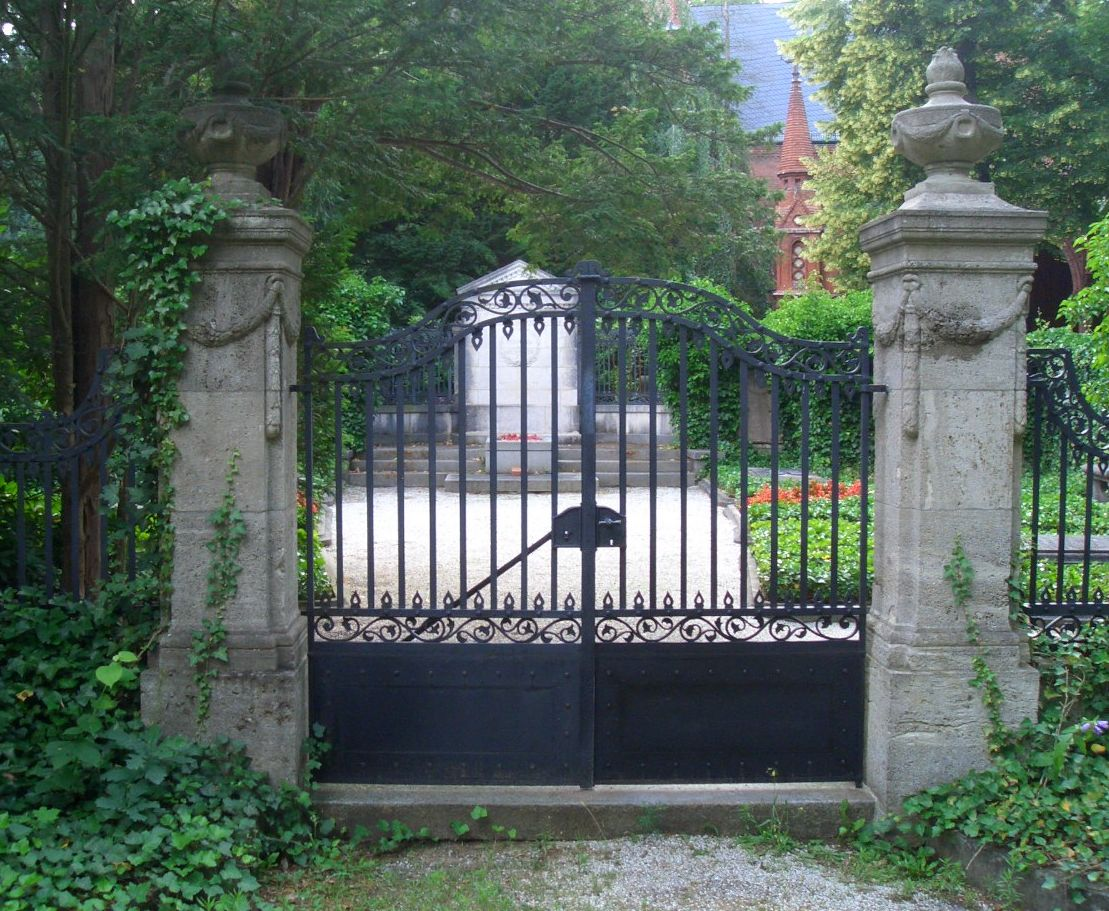
Kleiner Privatfriedhof der Familie von Hermann von Helmholtz
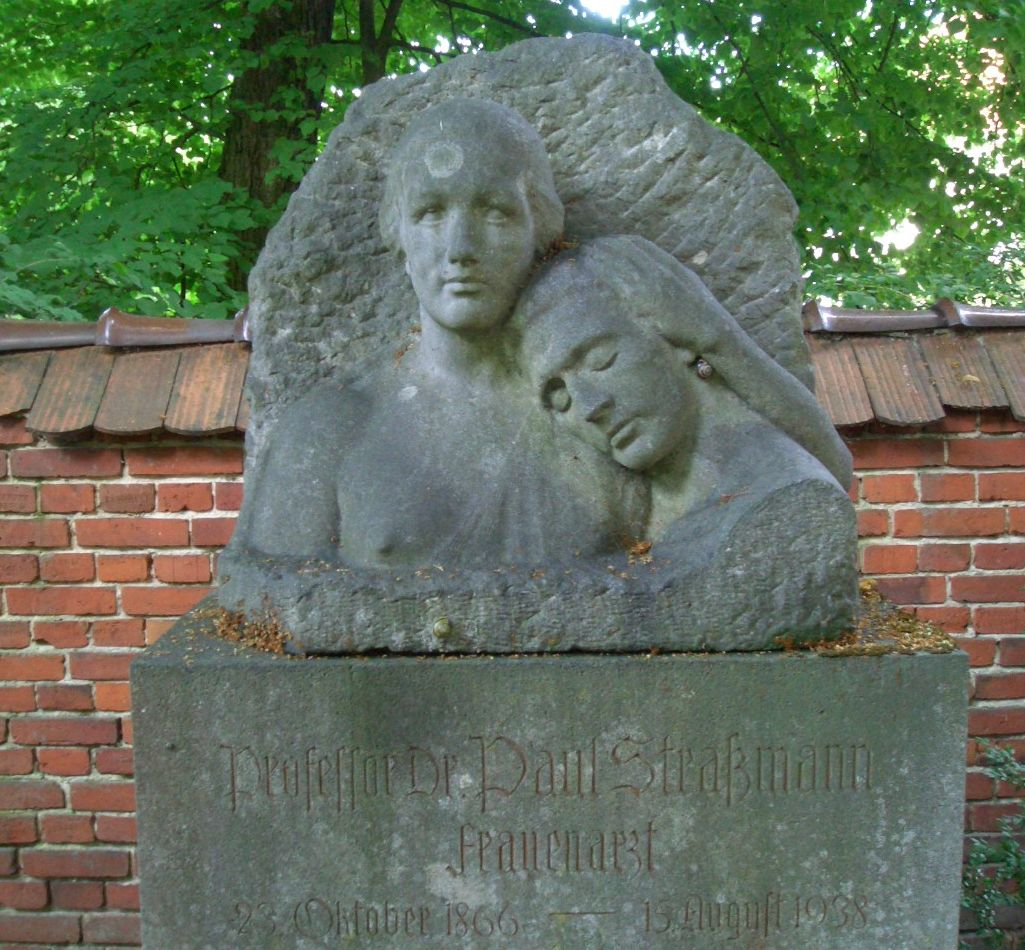
Skulptur von Adele Paasch für den Frauenarzt Paul Straßmann
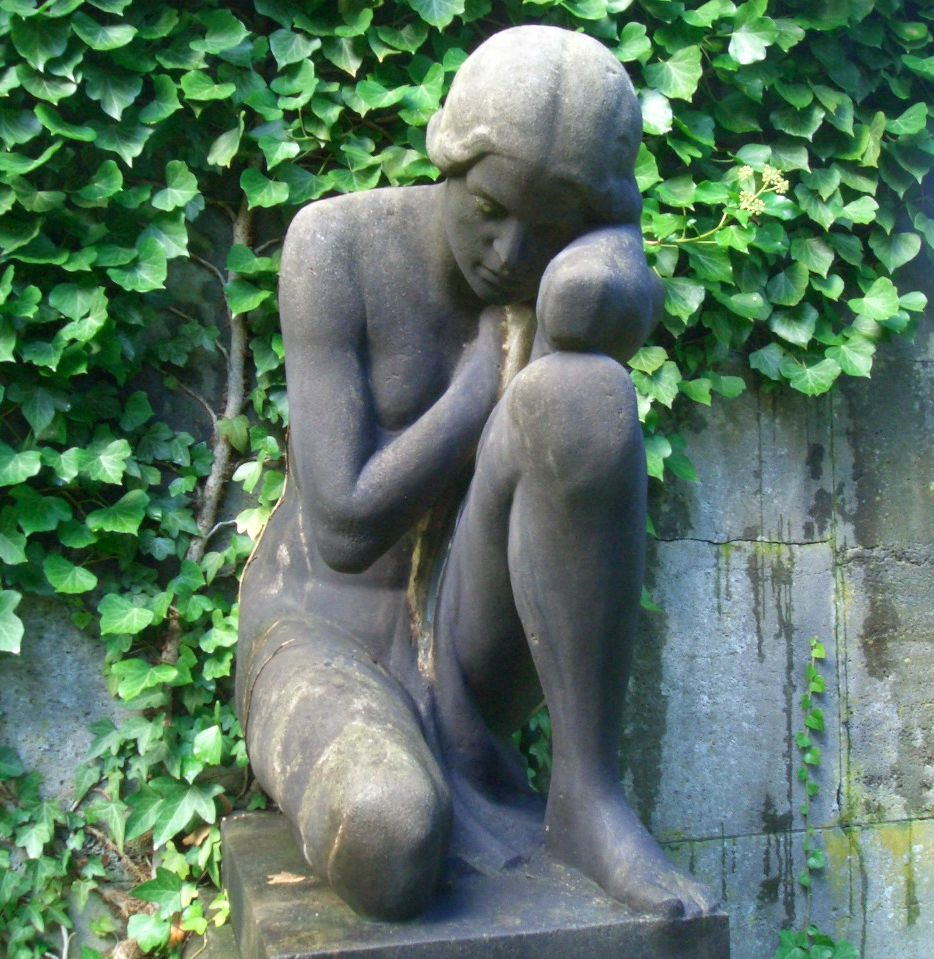
Trauernde von Max Frick für das Familiengrab Otto Stahn